# Floridsdorfer Hochbahn
| Streckennummer: | 138 01               |                                    |                                    |
| Streckenlänge: | 5,0 km               |                                    |                                    |
| Spurweite: | 1435 mm (Normalspur) |                                    |                                    |
| Stromsystem: | 15 kV 16 2/3 Hz ~    |                                    |                                    |
| Maximale Neigung: | 6 ‰                  |                                    |                                    |
| Minimaler Radius: | 300 m                |                                    |                                    |
| Streckengeschwindigkeit: | 70 km/h              |                                    |                                    |
| |                      |                                    |                                    |
| \| \| \| Nordwestbahn von Znojmo \| \| \| \| 6,2450,136 \| Wien-Jedlersdorf \| Wien-Jedlersdorf \| \| \| \| Nordwestbahn nach Wien Floridsdorf \| \| \| \| \| Nordbahn von Wien Praterstern \| \| \| \| \| \| \| \| \| \| \| \| \| \| 4,3689,201 \| Wien-Leopoldau \| Wien-Leopoldau \| \| \| \| Nordbahn nach Břeclav \| \| |                      |                                    |                                    |
| Strecke |                      | Nordwestbahn von Znojmo            | Nordwestbahn von Znojmo            |
| Bahnhof | 6,2450,136           | Wien-Jedlersdorf                   | Wien-Jedlersdorf                   |
| Abzweig geradeaus und nach rechts |                      | Nordwestbahn nach Wien Floridsdorf | Nordwestbahn nach Wien Floridsdorf |
| Strecke von rechts und von halblinks |                      | Nordbahn von Wien Praterstern      | Nordbahn von Wien Praterstern      |
| |                      |                                    |                                    |
| |                      |                                    |                                    |
| Bahnhof | 4,3689,201           | Wien-Leopoldau                     | Wien-Leopoldau                     |
| Strecke |                      | Nordbahn nach Břeclav              | Nordbahn nach Břeclav              |

Koordinaten: 48° 16′ 5″ N, 16° 24′ 36″ O

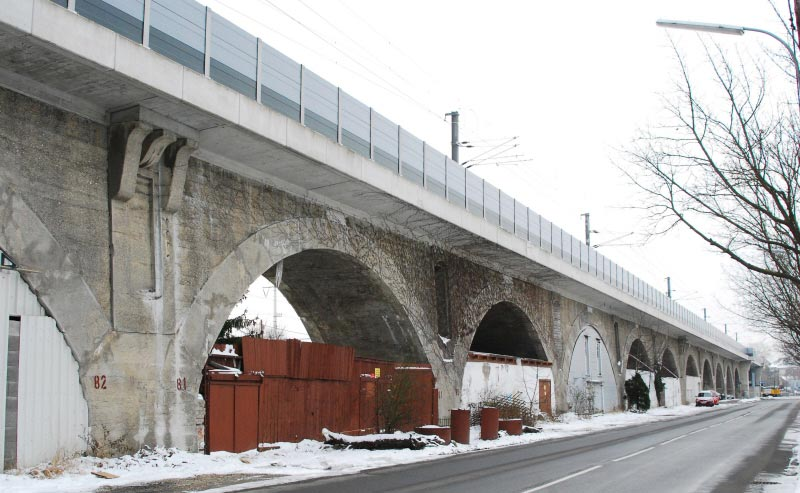
Die Hochbahntrasse der „Italienerschleife“

Die Floridsdorfer Hochbahn, ursprünglich Jedlersdorfer Schleife, später auch Italienerschleife genannt, ist eine einspurige elektrifizierte Verbindungsstrecke als Hochbahn im Wiener Bezirk Floridsdorf zwischen der Nordwestbahn in Jedlersdorf und der Nordbahn in Leopoldau.

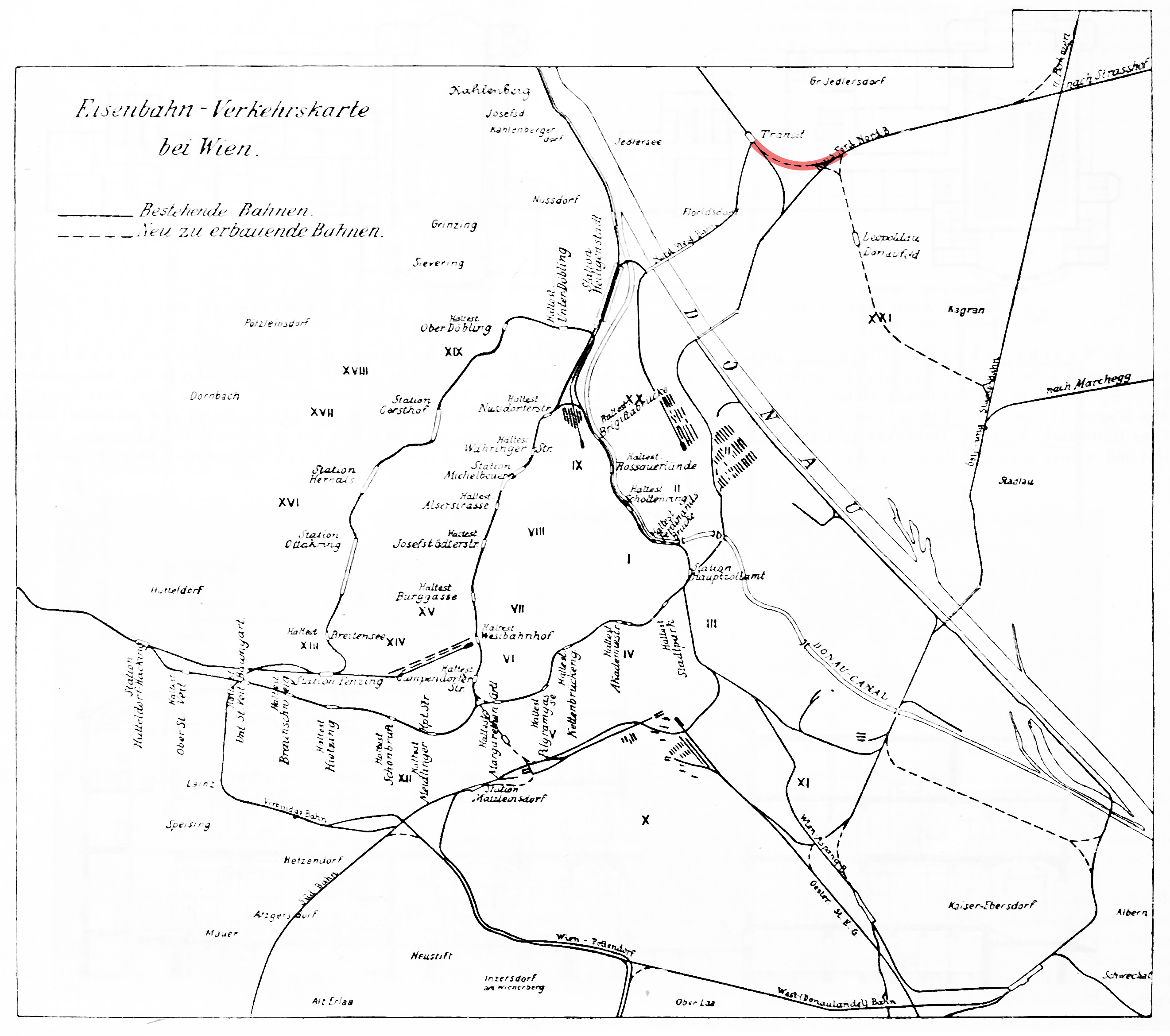
Floridsdorfer Hochbahn, Eisenbahn-Verkehrskarte bei Wien (1911)

Lage im Netz der Wiener Transit-Bahnen (1918)

## Geschichte

### Anlass der Errichtung
Auf Grund des steigenden Personen- und Frachtverkehrs aus dem Norden der Österreichisch-Ungarischen Monarchie wurde das Bahnnetz im Raum Wien stark belastet, so dass im Eisenbahnministerium 1911 mit der Planung von Umfahrungslinien begonnen wurde, darunter auch eine Verbindung zwischen der Nordbahn und der Nordwestbahn in Floridsdorf sowie im Weiteren der Franz-Josefs-Bahn.
Die Verwirklichung eines ersten Projekts für diese Strecke scheiterte allerdings an einer Grundstücksspekulation, welche die Kosten in untragbare Höhen getrieben hätte.
Noch drastischer wurde die Situation während des Ersten Weltkriegs, als die durch militärische Transporte abermals gestiegene Zahl von Zügen, die Wien passieren mussten, die Fahrpläne immer wieder durcheinanderbrachten.

### Verwirklichung
Das Eisenbahnministerium wies am 16. November 1915 auf die vorliegenden Projekte hin und bat um deren Verwirklichung, woraufhin die Floridsdorfer Hochbahn als „kriegswichtig“ eingestuft wurde. Das Kriegsministerium als Hauptnutznießer dieses Baus bot seine Hilfe an in Form von Kriegsgefangenen als Bauarbeiter.
Am 27. und 28. März 1916 fand die Baubegehung der rund 4,5 Kilometer langen Strecke statt.
Zur Art der Errichtung der Hochbahn standen mehrere Varianten zur Diskussion:
- Erddamm: Zwar waren die meisten Bahnstrecken, die über dem Umgebungsniveau errichtet worden waren, auf Erddämmen gebaut worden, doch waren die benötigten Erdmassen für bis zu acht Meter hohe Dämme nicht rasch genug bereitzustellen.

- Stahlbeton: Dieser Vorschlag kam von Ingenieur Leopold Herzka von der k.k. Nordwestbahndirektion. Er scheiterte nicht am Materialmangel – Schotter wäre in der Nähe der Baustelle genug vorhanden gewesen – aber man ging mit Recht davon aus, dass unter den Kriegsgefangenen wohl kaum Arbeiter sein würden, die das dafür notwendige Wissen besitzen würden.

Einschlägige Erfahrungen mit dem Bau von Viadukten konnte man bereits mit den sogenannten Stadtbahnbögen sammeln. Man einigte sich schließlich auf Gewölbe aus Stampfbeton, was bei den Arbeitern weniger Fachwissen und Erfahrung voraussetzte.
Für die kriegsgefangenen Bauarbeiter wurden zwei Lager für deren Unterbringung errichtet. Das erste befand sich zwischen der Siemensstraße und der Nordbahntrasse und war für 2.000 Gefangene ausgelegt. Das zweite Lager befand sich in der Katastralgemeinde Breitenlee nordwestlich des dortigen Verschiebebahnhofs. Da sich unter den Kriegsgefangenen ein großer Anteil Italiener aus dem Kriegsgefangenenlager Sigmundsherberg befand, erhielt die Floridsdorfer Hochbahn später auch den Spitznamen „Italienerschleife“.
Baubeginn für das Verbindungsgleis war im Mai 1916, nachdem die Kriegsgefangenen die Arbeiten bei der Frühjahrssaat abgeschlossen hatten.
Auf Erddämmen, Betongewölben und Stahlbrücken führte die 4.500 Meter lange Strecke (davon 2.128 Meter als Viadukte) vom Bahnhof Jedlersdorf (Nordwestbahn) über die Koloniestraße und die Brünner Straße zur Einmündung in die Nordbahn bei Leopoldau.
Nach einer ersten Belastungsprobe, bei der die Betongewölbe mit Zementsäcken belastet worden waren, fand am 16. November 1916 die endgültige Belastungsprobe statt. Am 29. November wurde die Strecke eröffnet und am 1. Dezember 1916 offiziell in Betrieb genommen.
Hauptknotenpunkt der für den Wiener Transitverkehr neugeschaffenen Umleitungswege war der (62 km Gleise aufweisende) Verschiebebahnhof Breitenlee (), Endpunkt der die Jedlersdorfer Schleife miteinschließenden (und der über die nicht mehr vorhandene Leopoldauer Schleife führenden) 7,441 km langen Strecke Jedlersdorf–Leopoldau–Breitenlee Vbf.

### Zwischenkriegszeit
Bis 1922 wurde am Schienenkonzept der Vorkriegszeit weitergebaut, doch durch den Wegfall der nördlichen Gebiete der Monarchie verloren die nach Norden führenden Bahnlinien ihre bisher große Bedeutung. Die allgemeine wirtschaftliche Lage zwang zum Sparen, und so wurden weitere Arbeiten unterlassen. Am 15. Mai 1926 erfolgte die (auch den Verschiebebahnhof Breitenlee betreffende) offizielle Betriebseinstellung.

### Zweiter Weltkrieg
Während des Zweiten Weltkriegs war die Floridsdorfer Hochbahn gemeinsam mit der Lokalbahn Absdorf–Stockerau Bestandteil der Umfahrung von Wien. Nie vollendet wurde die Errichtung eines zweiten, niveaugleichen Gleises.
Ab 1944 kam es immer wieder zu Beschädigungen durch Fliegerbomben, welche aber provisorisch repariert werden konnten. Endgültig zerstört wurde die Strecke im Jahr 1945 von der deutschen Wehrmacht, als diese bei ihrem Rückzug die Brücke über die Nordbahn sprengte.

### Revitalisierung

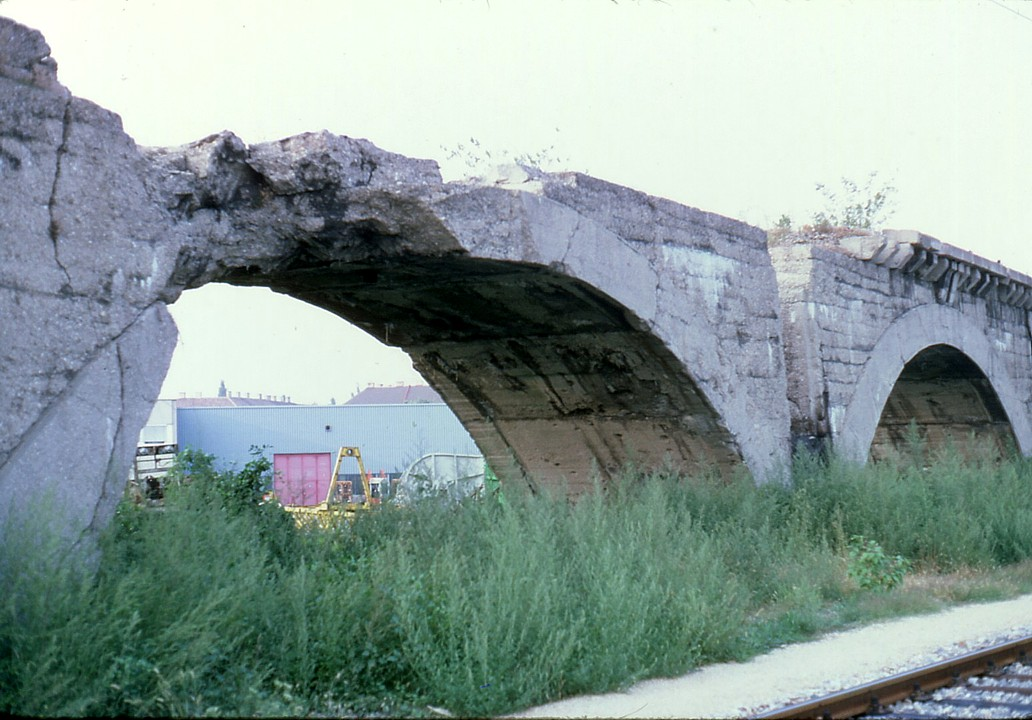
Floridsdorfer Hochbahn, 1982

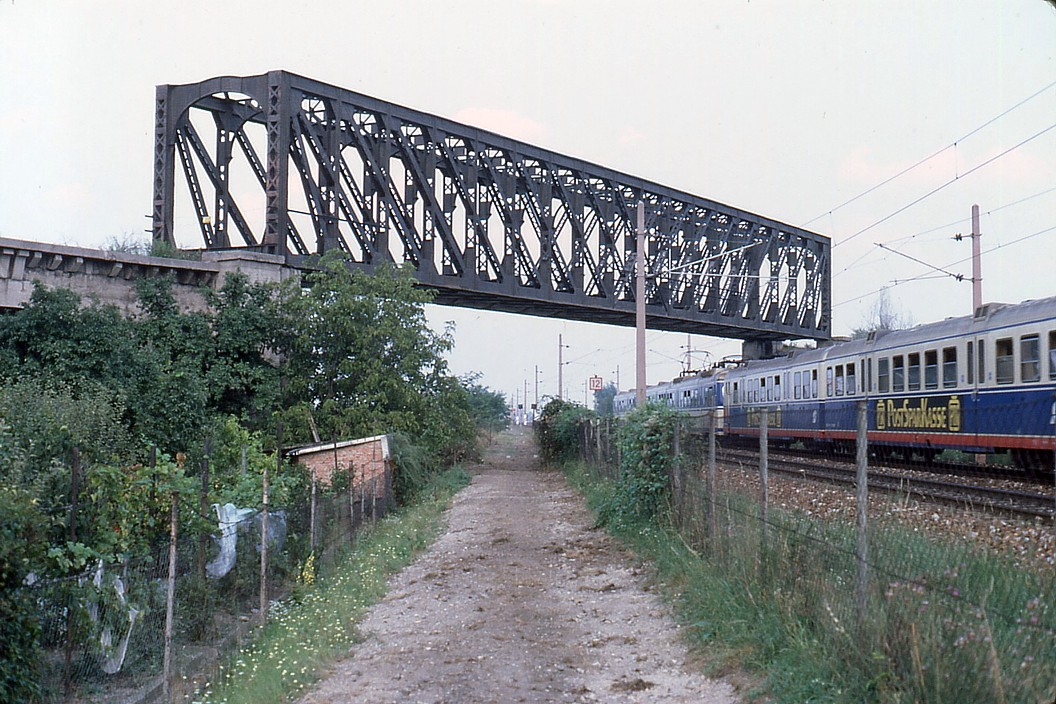
Die nie benutzte Brücke über die Nordbahn (1982)

Am 5. Februar 1947 wurde die Baubewilligung für die Sanierung der zerstörten Viadukte erteilt und am 10. Jänner 1949 folgte jene für die Instandsetzung der zerstörten Brücke über die Nordbahn.
Während die Brücken vollständig saniert wurden, musste die Gewölbesanierung wegen Materialmangels – der Wohnungsbau hatte Vorrang – eingestellt werden. Ab 1960 wurden die kleineren Stahlbrücken abgebaut und an anderen Orten wieder errichtet. Nur die Brücke über die Nordbahn blieb erhalten. Sie war zu groß, für sie fand man keinen neuen Einsatzort. 1961 musste sie wegen der Elektrifizierung der Nordbahn gehoben werden.
Mit der Errichtung des Zentralverschiebebahnhofs Kledering kam es auch wieder zu Überlegungen, die Hochbahn zu aktivieren.
Zwar wurden zahlreiche Güterzüge auf der Nordbahnbrücke über die Donau geführt, aber im Falle einer Intervallverdichtung auf der Schnellbahnstammstrecke wäre diese Route kaum noch passierbar. Dazu kamen noch Überbauungen der Schnellbahnstrecke, welche strengere Auflagen für den Bahnverkehr mit sich brachten (Gefahrguttransporte). Außerdem würde die Lärmbelastung durch Güterzüge im dicht besiedelten innerstädtischen Raum durch eine Änderung der Fahrstrecke reduziert.
Am 29. August 1991 wurden die Unterlagen über das Projekt zur Revitalisierung der Floridsdorfer Hochbahn der Eisenbahnbehörde zur Begutachtung übergeben. Nachdem die Pläne überarbeitet und ergänzt worden waren, wurde am 30. August 1994 die eisenbahnrechtliche Verhandlung durchgeführt und positiv abgeschlossen. Am 30. November wurde der eisenbahnrechtliche Bescheid erlassen.
Schon am 1. Dezember 1994 wurde mit den ersten Bauarbeiten begonnen.
In der Nacht vom 11. auf den 12. Februar 1995 wurde die Brücke über die Nordbahn abgetragen. Seit ihrer Errichtung im Zuge des ersten Revitalisierungsversuchs der Italienerschleife 1949 hatte kein Zug sie jemals benutzt. Für die Belastung durch die modernen Zugsgarnituren war sie zu schwach dimensioniert und der Zahn der Zeit hatte sie in Form von Korrosion unrettbar angenagt.
Das Jahr 1995 brachte ein Sparpaket zur Budgetsanierung, worauf die Arbeiten auf das Jahr 1996 verschoben werden mussten. Und ein Anrainer der wiederbelebten Bahnstrecke legte am 4. Februar 1995 beim Verfassungsgerichtshof und am 30. März 1995 beim Verwaltungsgerichtshof einen Einspruch gegen den Bescheid ein. Am 2. Juli 1995 wurde der Einspruch abgelehnt. Das Bauvorhaben stand in zwingendem öffentlichem Interesse.
Nachdem am 2. September 1996 mit den Arbeiten zur Sanierung der Viaduktstrecken begonnen worden war, fand am 5. September in Anwesenheit von Verkehrsminister Rudolf Scholten der Spatenstich statt.

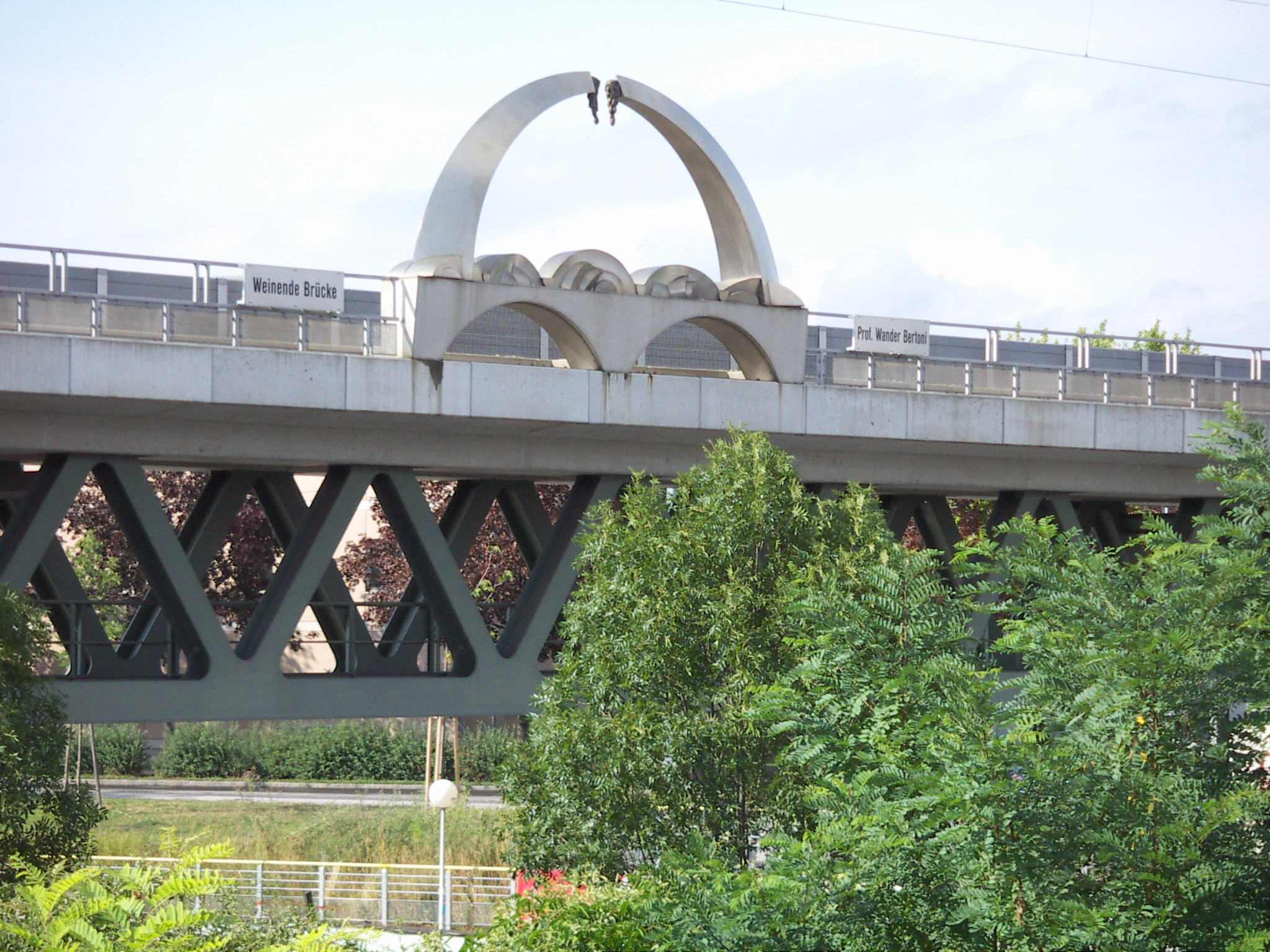
Weinende Brücke 1999 Bildhauer Wander Bertoni

Um die im Laufe der Zeit abgetragenen Brücken zu ersetzen, wurden zahlreiche Brücken neu errichtet.
- 1. Juni 1997: Die 150 Tonnen schwere Stahlbrücke Weinende Brücke über die Siemensstraße wurde eingehoben.

- 18./19. Oktober 1997: Die 170 Tonnen schwere und 36 Meter lange Stahlbrücke über die Brünner Straße wurde während der Nacht eingehoben.

- 30. Jänner 1998: Die 110 Tonnen schwere und 27 Meter lange Stahlbrücke bei der Firma Elin wurde bei Tag eingehoben.

Zur Sanierung der Betongewölbe gehörte das Abtragen der Fahrbahnplatte, bis zwischen deren Oberkante und dem Gewölbebogen nur noch 40 Zentimeter übrig waren. Auf diese Fläche wurde eine mindestens 25 Zentimeter dicke Stahlbetonplatte, die breiter als das ursprüngliche Gewölbe war, betoniert.
Die Höhe der Erddämme wurde um 50 bis 100 Zentimeter reduziert, um dadurch die Breite der Dammkrone den aktuellen Vorschriften anzupassen.
Am 21. Oktober 1998 wurde mit den Gleisbauarbeiten begonnen.
Die Strecke wurde elektrifiziert und ebenso mit Lärmschutzwänden versehen wie die in unmittelbarer Nähe errichteten Wohnhäuser mit Schallschutzfenstern.
Die Belastungsprobe fand am 1. Dezember 1998 statt. Da die Strecke zu diesem Zeitpunkt noch nicht elektrifiziert war, wurde der Zug von einer Diesellokomotive gezogen. Bei dieser Testfahrt wurde auch eine historische Vorschrift zur Anwendung gebracht: je ein Firmenvertreter der bauführenden Firma sowie des Planers als auch der örtlichen Bauaufsicht hatten anwesend zu sein und sich unter den belasteten Tragwerken zu befinden, was diese unbeschadet überstanden.

### Eröffnung

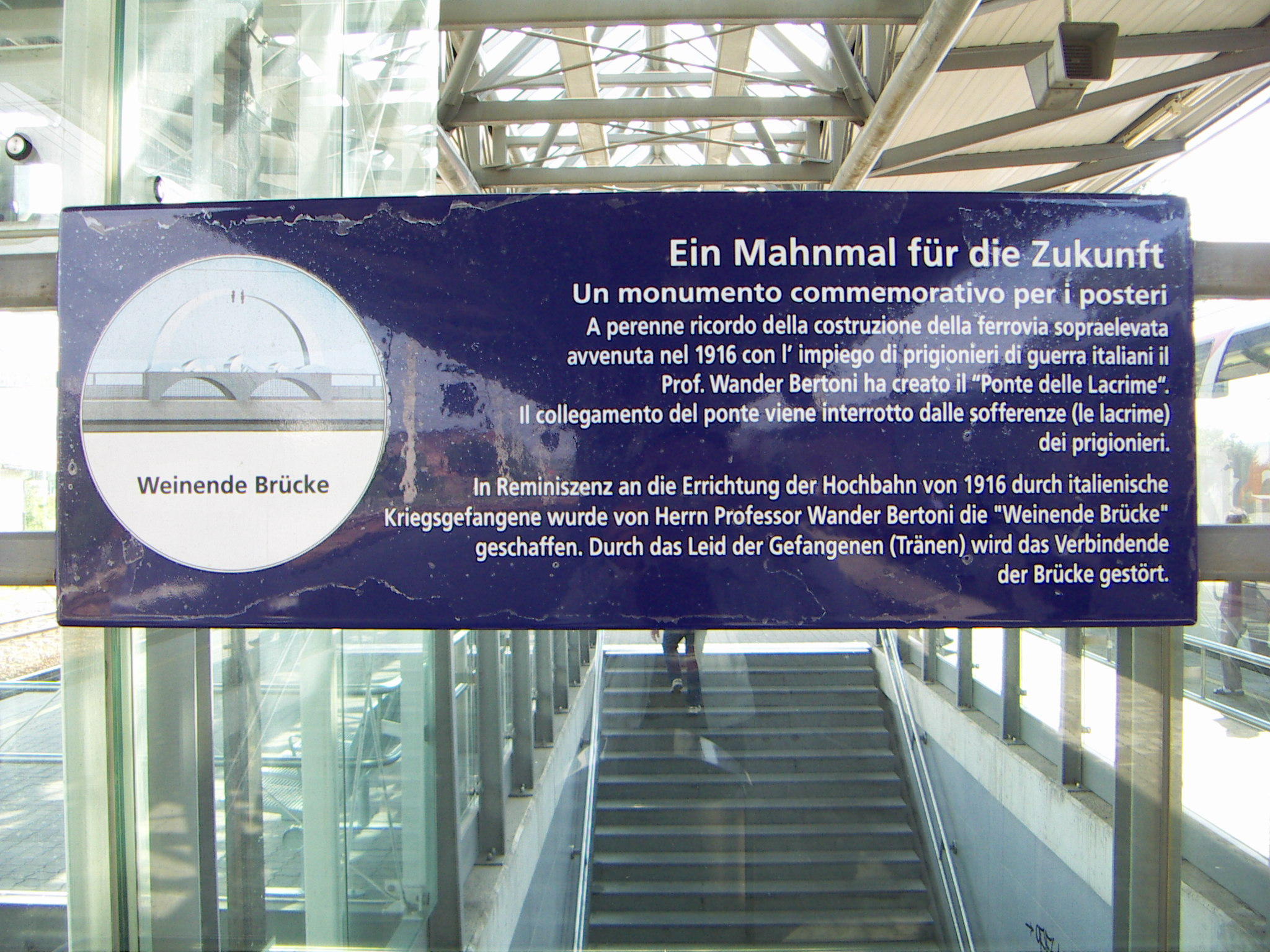
Hinweis Weinende Brücke Haltestelle Wien Siemensstraße

Die Eröffnung der Floridsdorfer Hochbahn fand am 29. Mai 1999 in Anwesenheit von Angehörigen der italienischen Botschaft und der Österreichisch-Italienischen Gesellschaft in Gedenken an die italienischen Kriegsgefangenen, welche an der Errichtung im Jahr 1916 mitgearbeitet hatten, statt.
Hinweistafel in der Schnellbahnstation Siemensstraße:
"Ein Mahnmal für die Zukunft
Un monumento commemorativo per i posteri
- A perenne ricordo della costruzione della ferrovia sopraelevata

avvenuta nel 1916 con l’ impiego di prigionieri di guerra italiani il
Prof. Wander Bertoni ha creato il „Ponte delle Lacrime“.
Il collegamento del ponte viene interrotto dalle sofferenze (le lacrime)
dei prigionieri.
- In Reminiszenz an die Errichtung der Hochbahn von 1916 durch italienische

Kriegsgefangene wurde von Herrn Professor Wander Bertoni die „Weinende Brücke“
geschaffen. Durch das Leid der Gefangenen (Tränen) wird das Verbindende
der Brücke gestört."
Die Weinende Brücke befindet sich etwa zwischen Kilometer 2,0 und 2,2 der Strecke. Die miterrichtete Skulptur befindet sich auf der Südseite des Gleises, die auch die Kilometrierungstafeln trägt an Stelle des Brückengeländers. Sie bildet zwei Beton-Viaduktbögen nach und zeigt darüber einen halbkreisförmigen Bogen aus Niro-Stahl, der oben am Scheitel für einen Spalt unterbrochen ist, an dessen zwei Rändern etwas heraus und nach unten fließende Flüssigkeit, die Tränen symbolisierend, dargestellt ist.
Im Jahr 1997 wurde in Floridsdorf die Hochbahngasse nach der Bahnstrecke benannt.

## Ausstellungen
- Bezirksmuseum Floridsdorf: 100 Jahre Floridsdorfer Hochbahn. 1. Dezember 2016 bis 29. Jänner 2017.